# Distretto di Namuno
Il distretto di Namuno è un distretto del Mozambico di 179.992 abitanti, che ha come capoluogo Namuno.

## Geografia antropica

### Suddivisioni amministrative
Il distretto è suddiviso in sei sottodistretti amministrativi (posti amministrativi), con le seguenti località:
- Sottodistretto di Namuno:
  - Mahussine
  - Milipone
  - Nicane
  - Nicuita
- Sottodistretto di Hucula:
  - Mavo
- Sottodistretto di Machoca:
  - Mucheremele
  - Phome
- Sottodistretto di Meloco:
  - Muatuca
- Sottodistretto di Ncumpe:
  - Pambara
- Sottodistretto di Luli